# Bansko vijeće
Bansko vijeće, visoko je upravno tijelo s ovlastima izvršne vlasti u Hrvatskoj i Slavoniji koje je djelovalo od kraja travnja 1848. do lipnja 1850. godine. Djelovalo je kao hrvatska vlada, prva nakon svoje preteće Hrvatskog kraljevskog vijeća u 18. stoljeću. Bansko vijeće nastaje nakon revolucionarnih događanja u ožujku 1848. godine i "Zahtijevanja naroda" i na tradiciji Kraljevinske ili banske konferencije.

## Povijest
Prvu svojevrsnu zemaljsku vladu za Kraljevinu Hrvatsku, Slavoniju i Dalmaciju osnovala je kraljica Marija Terezija 1767. godine sa sjedištem u Varaždinu. To tijelo izvršne vlasti predstavljalo je prvu moderniju vladu na području Banske Hrvatske, a ukinuto je 1779. i njegove su ovlasti predane Ugarskom namjesničkom vijeću, čime je Hrvatska upravno postala podređena Ugarskoj.
U jeku revolucionarnih zbivanja 1848. godine Mađari su, koristeći situaciju u Austriji, poslali kralju adresu u kojoj su zahtijevali vlastito ministarstvo neovisno od Austrije, kao vrhovno tijelo državne uprave. Pod pritiskom ustaničkog pokreta u Beču i pokreta u Pešti, bečki je dvor 27. ožujka odobrio vlast mađarskog liberalnog srednjeg plemstva, pa je u zajedničkom saboru izglasan je Zakon o Ministarstvu (svojevrsnoj vladi). Hrvatske županije međutim nisu htjele priznati navedeni Zakon niti bilo koju funkciju vlade. Ni sam novoimenovani ban Josip Jelačić (1801. – 1859.) nije htio priznati novo uređenje vlasti pa je 19. travnja uputio svim oblastima okružnicu u kojoj zapovijeda svim nadleštvima da ne smiju primati ni od koga i ni od kuda službene naloge te da se jedino njemu mogu obraćati kao vrhovnom zemaljskom poglavaru. Nekoliko dana potom ban je formirao Bansko vijeće. Iako je kralj osporio bansku naredbu i proglas od 19. travnja, Bansko vijeće je formirano i počelo djelovati. Kralj je de facto priznao Bansko vijeće kao vladu u prosincu 1848. osnivanjem u austrijskoj vladi mjesta hrvatskog ministra kao posrednika između Dvora i Banskog vijeća.
Bansko vijeće se prvi put sastalo u svibnju 1848., a 18. svibnja je podijeljeno na odsjeke.mS obzirom na Jelačićevu odsutnost, Bansko vijeće samostalno je upravljano unutarnjim poslovima Hrvatske i djelovalo kao faktična vlada do proglašenja Ožujskog ustava. Nakon što je donesen Oktroirani ustav 4. ožujka 1849., prema kojem su zemaljske vlade bile samo izvršni organi središnje austrijske uprave, Bansko vijeće formalno je raspušteno naredbom Ministarstva unutarnjih poslova u Beču 12. lipnja i carskom odlukom od 17. lipnja 1850. godine, a stvarno kada je ban 26. lipnja priopćio odluku i kada je osnovana te 1. srpnja 1850. proradila Banska vlada, koja je od Vijeća preuzela funkcije.

## Ustroj Banskog vijeća
Bansko vijeće djelovalo je kao vlada na prostoru civilne Hrvatske, Rijeke i Primorja. Na čelu Banskog vijeća nalazio se ban, kojeg je imenovao kralj, a za njegove odsutnosti zamijenjivao ga je banski namjesnik. Sabor je tijekom 1848. godine odobrio i potvrdio sve naredbe bana koje je izdao u razdoblju od svog imenovanja pa do svečane instalacije, jer su one proizašle iz prijeke potrebe i bile korisne za domovinu. Za vrijeme njegove odsutnosti bana je zamjenjivao podban Mirko Lentulaj, koji je rukovodio banskim vijećem u okviru ovlasti koje mu je povjerio ban. 
Bansko vijeće imalo je sljedeće odsjeke, kojima su na čelu bili stalni predsjednici:
- Odsjek unutarnjih djela (unutarnji poslovi) - bavio se osiguranjem pravnog poretka i mira u zemlji, upravom i odnosom prema nižim instancama vlasti.
- Odsjek prosvjećivanja (prosvjeta) - bavio se školstvom i obrazovanjem, državnim prosvjetnim zavodima, te tiskom, vjerom i crkvenim ustanovama.
- Bojni odsjek (vojni poslovi) - brinuo se za organiziranje i opskrbu hrvatskih vojnih jedinica u sastavu regularne austrijske vojske, te popisom stanovništva za potrebe dobivanja evidencije vojno sposobnog stanovništva.
- Odsjek financija - bavio se općim financijskim poslovanjem, ali i pitanjima trgovine i poljoprivrede.
- Odsjek pravosuđa (formiran krajem lipnja 1848.) - rukovodio je pravosudnom problematikom.

## Vanjske poveznice
- Bansko vijeće - ARHiNET (hrv.)
- Bansko vijeće - DAZ (hrv.)